# Chitty
 Người Chitty là một nhóm người Tamil hoải ngoại được tìm thấy chủ yếu ở Melaka và Singapore, còn được gọi là người Peranakans Ấn Độ và đã áp dụng các tập tục văn hóa Trung Quốc và Malay trong khi vẫn giữ di sản Hindu của họ. Trong thế kỷ 21, dân số của họ đứng ở mức 2.000. Cộng đồng Chitty / Chetti phần lớn đến từ Nam Ấn Độ và là người Ấn giáo sùng đạo.

## Ngôn ngữ
Giống như người Peranakans, người Chitty nói một thứ tiếng Malay được pha trộn với nhiều từ vay mượn từ tiếng Tamil. Nhiều người Chitty không thể giao tiếp bằng tiếng Tamil thành thạo.

## Lịch sử

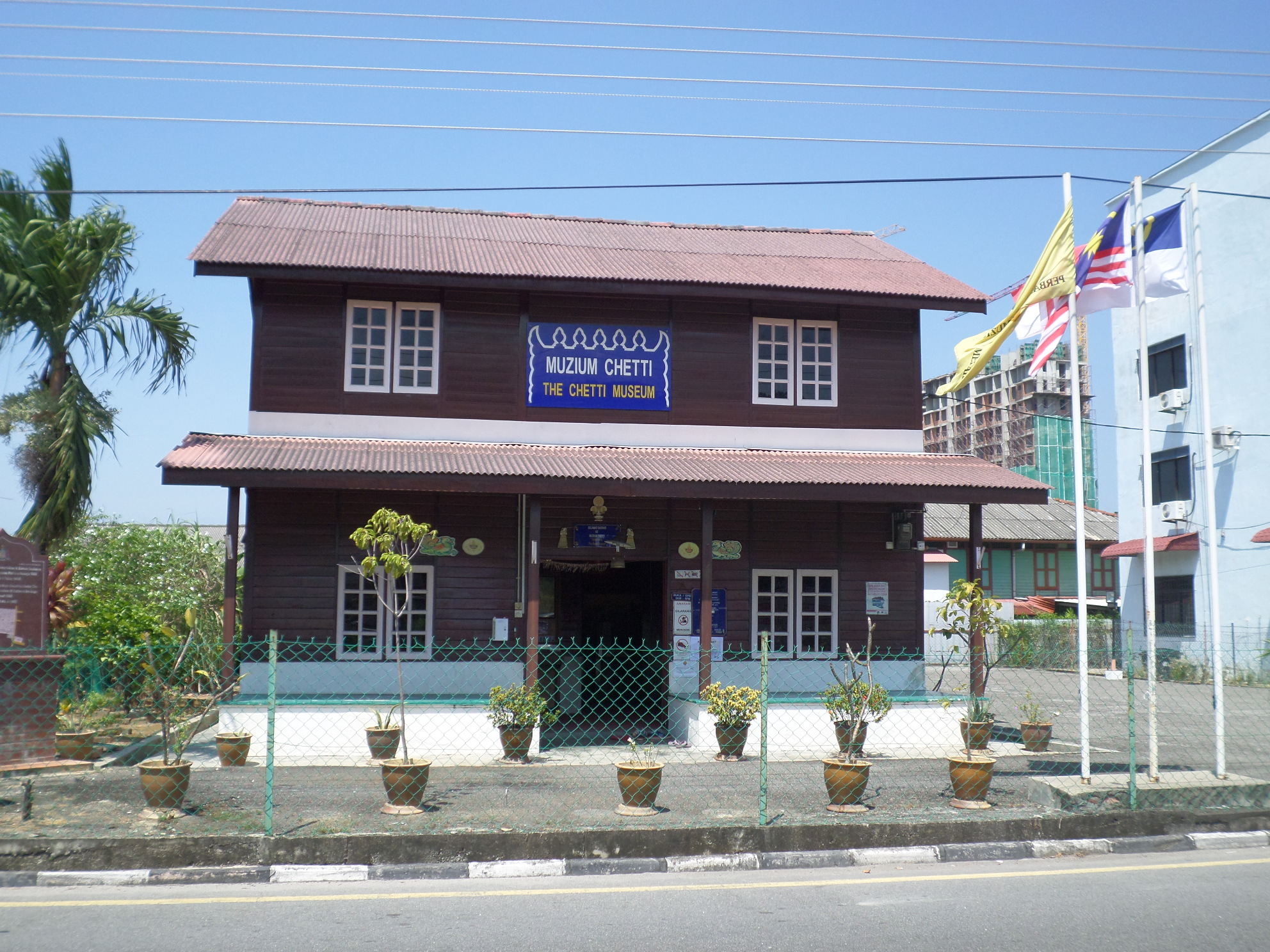
Bảo tàng Chitty ở Melaka.

Các ghi chép lịch sử đã tuyên bố rằng các thương nhân người Tamil từ Panai ở Tamil Nadu đã định cư ở Melaka trong thời kỳ vương quốc Malacca. Giống như người Peranakans, sau đó họ định cư tự do, xen kẽ với những người định cư Malaysia và Trung Quốc địa phương. Tuy nhiên, với sự sụp đổ của vương quốc Malacca sau năm 1511, người Chitty cuối cùng đã mất liên lạc với quê hương của họ.
Dưới sự quản lý của thực dân Bồ Đào Nha, Hà Lan và Anh, cuối cùng, người Chitty bắt đầu đơn giản hóa văn hóa và phong tục của họ bằng cách áp dụng các phong tục địa phương. Điều này có thể được chứng minh trong kiến trúc của Đền Sri Poyatha Moorthi, được xây dựng bởi Thaivanayagam Pillay, lãnh đạo của người Chitty, vào năm 1781 sau khi chính quyền thực dân Hà Lan cho ông một mảnh đất.
Khu định cư Chitty truyền thống nằm ở Kampung Tujuh dọc theo Jalan Gajah Berang, nơi cũng có một số ít người Trung Quốc và Malaysia. Nhiều người trong số các Chitty đã tìm được việc làm ở Singapore và các khu vực khác của Malaysia.
Bản sắc dân tộc của người Chitty gần như bị mất. Vì nhiều người trong số họ đang hòa nhập vào cộng đồng dân tộc Ấn Độ, Trung Quốc và Malay chính thống về mặt văn hóa, nhóm người nhỏ bé nhưng khác biệt này đã tồn tại trong nhiều thế kỷ hiện đang trên bờ vực tuyệt chủng.
Triển lãm về lịch sử, đồ cổ và văn hóa của Peranakan Chitty có thể được nhìn thấy tại Bảo tàng Chitty ở Làng Chitty, Melaka, Malaysia. Gần đây vào năm 2013, đã có những tranh cãi về sự phát triển với chi phí phá hủy một phần của Kampung Chitty, một ngôi làng lịch sử và văn hóa. Một đề xuất xây dựng nhà chung cư, khách sạn và con đường cắt qua làng được coi là mối đe dọa ảnh hưởng đến cư dân và một ngôi đền được xây dựng vào năm 1827.

## Xuất hiện
Người Chitty là một dân tộc hỗn hợp. Mặc dù về mặt dân tộc, họ tự coi mình là người Tamil, người có ngoại hình Dravidian và nước da tối màu, nhưng người Chitty dường như có nhiều mức độ khác nhau về ngoại hình Đông Nam Á và Dravidian.
Điều này xuất phát từ thực tế là những người định cư Tamil đầu tiên lấy vợ ở địa phương, vì họ không mang theo bất kỳ người phụ nữ nào của họ đi cùng. Theo thời gian, người Chitty thu thập các đặc điểm vật lý ít Dravidian và trông giống người Malay hơn.

## Tôn giáo

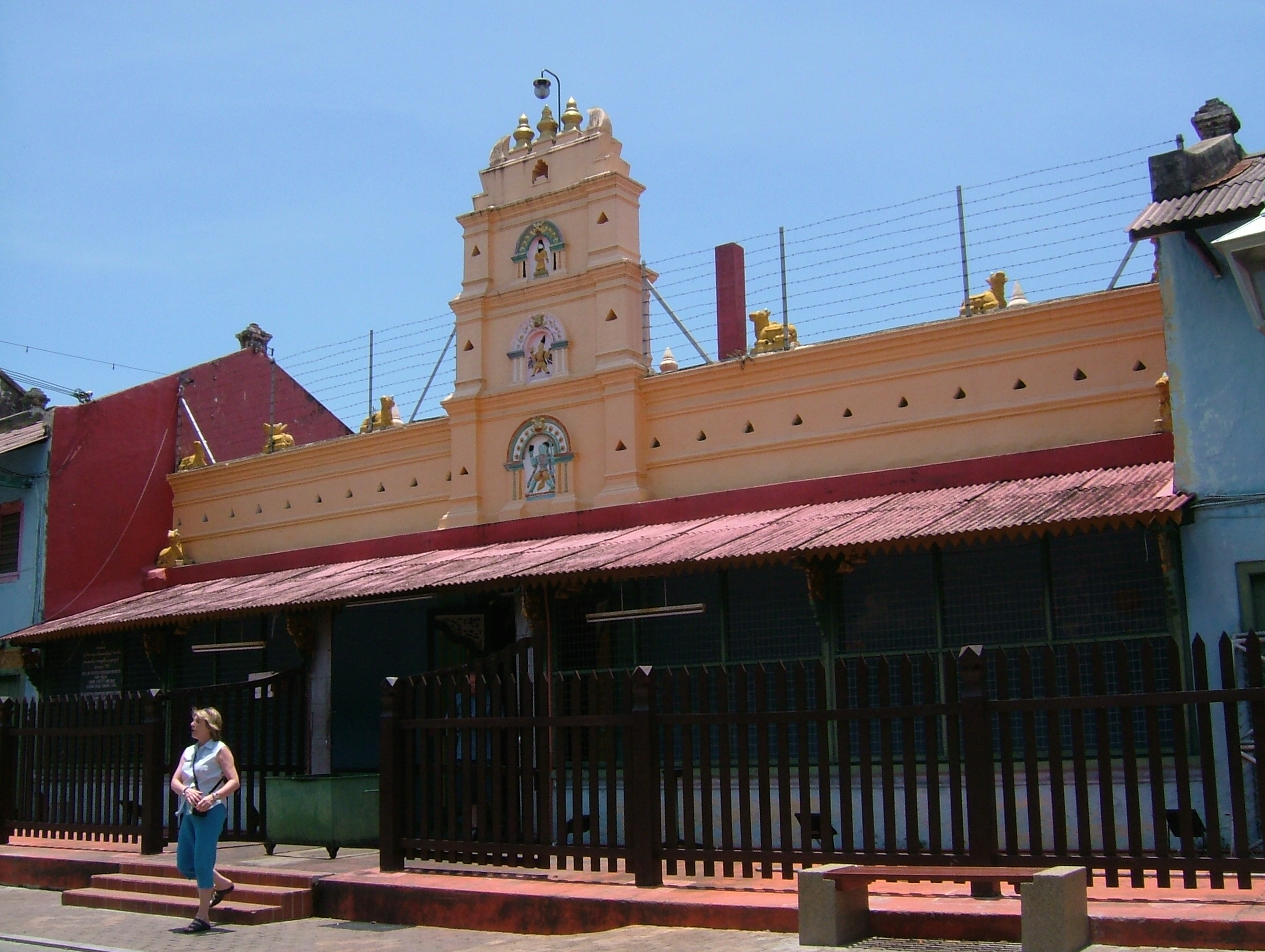
Đền Sri Poyatha Moorthi ở Melaka.

Người Chitty là một cộng đồng chặt chẽ của người Saivite Hindu, thờ phượng trong ba ngôi đền của họ. Các vị thần như Ganesha và Shiva được thờ phụng đầy đủ. Gợi ý về ảnh hưởng của Đạo giáo và Hồi giáo cũng được thể hiện rõ trong các nghi lễ tôn giáo của họ. Là những tín đồ trung thành của đức tin Ấn giáo, cộng đồng Melakan Chitty vẫn duy trì các nghi lễ tôn giáo của họ. Họ quan sát Deepavali, Ponggal, năm mới của Ấn Độ giáo, Navratri và các lễ hội truyền thống khác của Ấn Độ giáo được tổ chức bởi các nhóm Hindu ở Malaysia. Tuy nhiên, Chitty không tham gia Thaipusam ở cấp độ lớn như hầu hết các nhóm Ấn giáo. Trong tháng Năm, họ có một lễ hội tương tự như Thaipusam trong ngôi đền địa phương của họ được gọi là Mengamay. Một lễ kỷ niệm duy nhất cho cộng đồng Chitty là lễ hội Parchu. Nó được tổ chức hai lần một năm với Parchu Ponggal (Bhogi) được quan sát vào ngày trước Ponggal vào tháng 1 và Parchu Buah-buahan trong mùa trái cây giữa tháng Sáu và tháng Bảy.

## Văn hóa

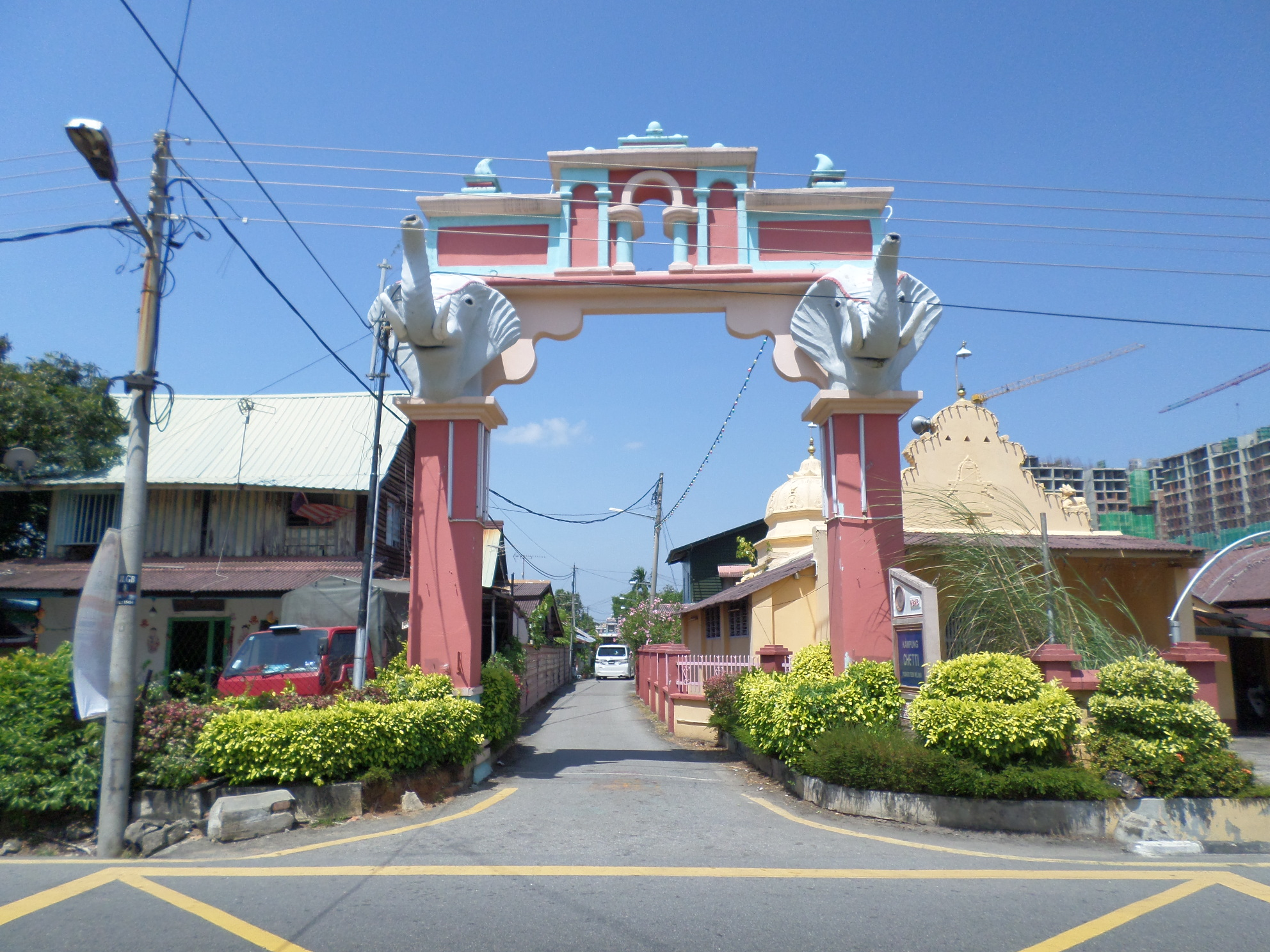
Làng chitty ở Melaka.

Về mặt văn hóa, người Chitty phần lớn đã hòa nhập vào văn hóa Malay với một số ảnh hưởng của Trung Quốc, Hà Lan và Bồ Đào Nha, mặc dù một số yếu tố của văn hóa Ấn Độ vẫn còn. Điều này đặc biệt đúng trong trường hợp hôn nhân, nơi cúng dường trái cây và đốt nhang. Trong trường hợp thực phẩm, gia vị Malay, nguyên liệu và cách nấu ăn đã thay thế phần lớn phong cách Ấn Độ.
Ảnh hưởng văn hóa Trung Quốc cũng được thể hiện rõ, đặc biệt là trong trường hợp thờ cúng tổ tiên. Các đồ vật tôn giáo được sử dụng để tiến hành các nghi lễ cũng được người Trung Quốc sử dụng. Người Chitty cũng chịu ảnh hưởng của người Trung Quốc ở một mức độ nào đó trong các tác phẩm nghệ thuật gốm sứ của họ.
Đơn giản hóa kiến trúc Tamil trong số các Chitty cũng có mặt. Khác biệt với người Tamil, người có Kiến trúc Đền Dravidian phức tạp theo phong cách Pallava, trưng bày các tác phẩm điêu khắc chạm khắc tuyệt đẹp của các vị thần Hindu trong nhiều hàng, ngôi đền Chitty có xu hướng chỉ có một hàng trong số đó, hoặc hình ảnh của một vị thần duy nhất trong mỗi ba hàng, như đã được chứng minh trong Đền Sri Poyatha Moorthi, được xây dựng bởi Thaivanayagam Chitty vào năm 1781.

## Ăn mặc và lối sống
Hầu hết người Chitty đã áp dụng trang phục Malay. Trong trường hợp của người đàn ông, họ mặc thoải mái sarong và áo Malay, mặc dù một songkok cũng có thể được mặc. Mặt khác, phụ nữ, mặc một bộ trang phục tương tự như Nonya của người Peranakan.
Cùng với những người hàng xóm gốc Trung Quốc và Malay, người Chitty sống trong những ngôi nhà Kampong. Hình ảnh của các vị thần Ấn Độ và tên Ấn Độ có thể được nhìn thấy ngay bên ngoài ngôi nhà của họ, vì con cháu của họ có xu hướng chấp nhận tên họ Ấn Độ, thay vì họ của người Malay.
Một ngôi nhà điển hình của Chitty được đánh dấu rõ rệt bởi những chiếc lá xoài được xếp thành một hàng, treo lủng lẳng từ phía trên cửa trước. Những ngôi đền chitty cũng được tô điểm theo cách này.
Truyền thống cũ vẫn còn tiếp nối ở Tamil Nadu từ thời cổ đại trong các chức năng.

## Nhân vật đáng chú ý
- Raja Mudaliar
- Nathaniel Tân
- Thevanaigam Veerasimir Chitty 'David / Baba'

## Người Chitty tại Việt Nam
Tại Việt Nam, từng có một cộng đồng khoảng 3.000 người gốc Tamil. Họ được gọi là Chitty, Chà Chetty, Xã tri, Xét ty. Gần chợ Bến Thành vẫn còn có các ngôi đền Dandayuthapani, Subramaniam Swamy & Mariyamman. Tuy nhiên, hầu hết người Chà Chetty đã rời Việt Nam sau năm 1975.